# Krzyż Wielkopolski (gmina)
Krzyż Wielkopolski est une gmina mixte du powiat de Czarnków-Trzcianka, Grande-Pologne, dans le centre-ouest de la Pologne. Son siège est la ville de Krzyż Wielkopolski, qui se situe environ 38 km à l'ouest de Czarnków et 82 km au nord-ouest de la capitale régionale Poznań.
La gmina couvre une superficie de 174,56 km2 pour une population de 8 791 habitants.

## Géographie

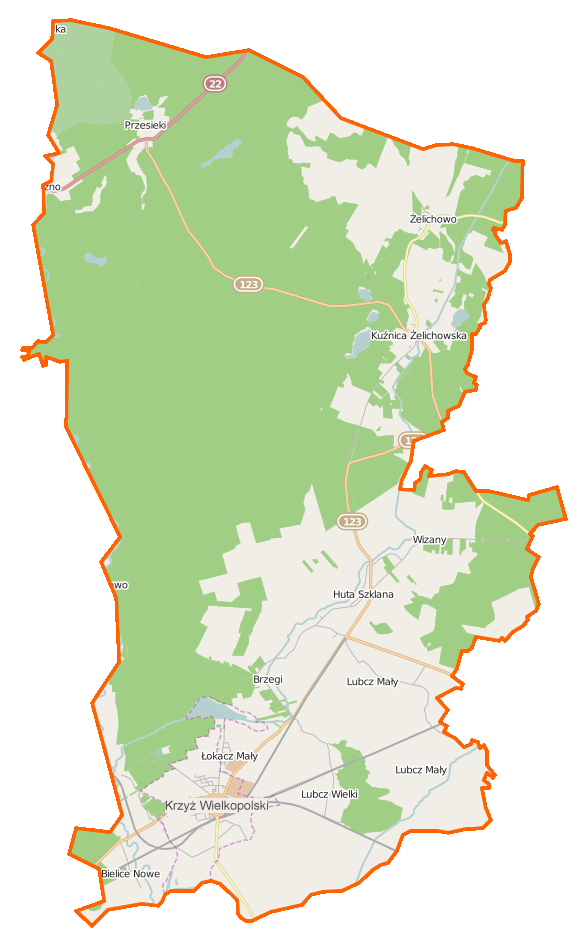
Plan de la gmina.

Outre la ville de Krzyż Wielkopolski, la gmina inclut les villages de:
- Bielice Nowe
- Brzegi
- Huta Szklana
- Kuźnica Żelichowska
- Łokacz Mały
- Łokacz Wielki
- Lubcz Mały
- Lubcz Wielki
- Przesieki
- Wizany
- Żelichowo

### Gminy voisines
La gmina de Krzyż Wielkopolski est bordée des gminy de:
- Człopa
- Dobiegniew
- Drawsko
- Drezdenko
- Wieleń

## Structure du terrain
D'après les données de 2002, la superficie de la commune de Krzyż Wielkopolski est de 174,56 km², répartis comme tel :
- terres agricoles : 33 %
- forêts : 56 %

La commune représente 9,65 % de la superficie du powiat.

## Démographie
Données du 30 juin 2004 :
| description        | Total  | Total | Femmes | Femmes | Hommes | Hommes |
| ------------------ | ------ | ----- | ------ | ------ | ------ | ------ |
| Unité              | Nombre | %     | Nombre | %      | Nombre | %      |
| population         | 8 820  | 100   | 4 489  | 50,9   | 4 331  | 49,1   |
| Densité (hab./km²) | 50,5   | 50,5  | 25,7   | 25,7   | 24,8   | 24,8   |